# Bataille de Pétrograd
Guerre civile russe
La bataille de Pétrograd désigne une campagne militaire menée par les armées blanches à l'autonome 1919 pour s'emparer de Pétrograd. Cette ville avait une valeur symbolique immense, notamment parce que la révolution d'Octobre y avait eu lieu. Les affrontements prennent place à un moment critique de la guerre civile, alors que les Blancs mènent également une marche vers Moscou et que les armées d'Alexandre Koltchak sont à leur apogée.
Utilisant le tout jeune gouvernement régional du nord-ouest de la Russie comme base de ses opérations, l'Armée du Nord-Ouest nouvellement formée lança une attaque depuis Pskov et se dirigea vers le nord jusqu'à Pétrograd. L'armée blanche remporta une série de victoires sur la route de Pétrograd et coupa la ligne ferroviaire reliant la ville à Moscou, si bien que la panique s'empara des bolcheviks. Trotski se rendit au nord pour organiser la défense de la ville, rétablit la logistique par un autre chemin de fer, et repoussa l'attaque.
Les Blancs durent alors battre en retraite en Estonie. Voulant obtenir un accord de paix avec la Russie soviétique, le gouvernement estonien refusa d'héberger l'Armée du Nord-Ouest d'être réinstallée dans le pays. Elle se désagrégea progressivement, écartant définitivement tout espoir de prendre Pétrograd.

## Contexte
Le 8 août 1919, les bolcheviks promettent de reconnaître l'indépendance de l'Estonie à condition que l'armée estonienne se retire de Pskov. Sachant que si les Estoniens acceptaient l'accord de paix avec la RSFSR, l'Armée du Nord-Ouest n'aurait aucune base d'opérations, Nikolaï Ioudenitch suggère que l'armée estonienne soit placée sous son commandement en échange d'une indépendance reconnue et assurée. Dans un ultime effort pour s'assurer la loyauté des Estoniens, il fait former le gouvernement régional du nord-ouest de la Russie, qui doit entamer des négociations formelles.

## Offensive blanche
Le 28 septembre, l'Armée du Nord-Ouest lança l'offensive. Elle s'empara de Luga et dans la semaine qui suit, coupa les chemins de fer de Pskov à Petrograd et prit Iamburg le 11 octobre. Le 20 octobre, certaines unités atteignirent les hauteurs de Poulkovo, dans la banlieue de Pétrograd. La 3e division d'infanterie de l'armée blanche ignora les ordres de couper le chemin de fer Moscou-Pétrograd à Tosno pour pouvoir d'abord atteindre Pétrograd.

## Contre-offensive rouge
Trotski se rendit dans la ville pour organiser sa défense. Le nœud ferroviaire de Tosno, demeuré intact, lui permit de ravitailler les défenseurs de Pétrograd depuis Moscou. Le 21 octobre, l'Armée rouge repoussa les Blancs de Poulkovo et reprit Tsarskoïe Selo et Pavlovsk deux jours plus tard. Bientôt, la 7e armée attaqué à l'est tandis que la 15e armée attaqua au sud en reprenant Luga le 31. Lors du deuxième anniversaire de la révolution d'Octobre, les deux armées firent leur jonction à l'est et au sud d'Iamburg.

## Conséquences
Après les contre-attaques des 7e et 15e armées rouges, l'Armée du Nord-Ouest fut gravement affaiblie. L'Estonie, qui ne voulait pas mettre en péril les négociations de paix en cours, refusa d'accueillir les forces blanches, les empêchant de se réfugier à Narva. Après plusieurs demandes, le gouvernement estonien accepta finalement d'accueillir de petits groupes, à condition qu'ils ne soient pas armés et ne portent pas l'uniforme de l'Armée du Nord-Ouest. Le gouvernement régional du nord-ouest de la Russie fut dissous le 5 décembre, tout comme l'armée elle-même,.